# Magníficat (oración)

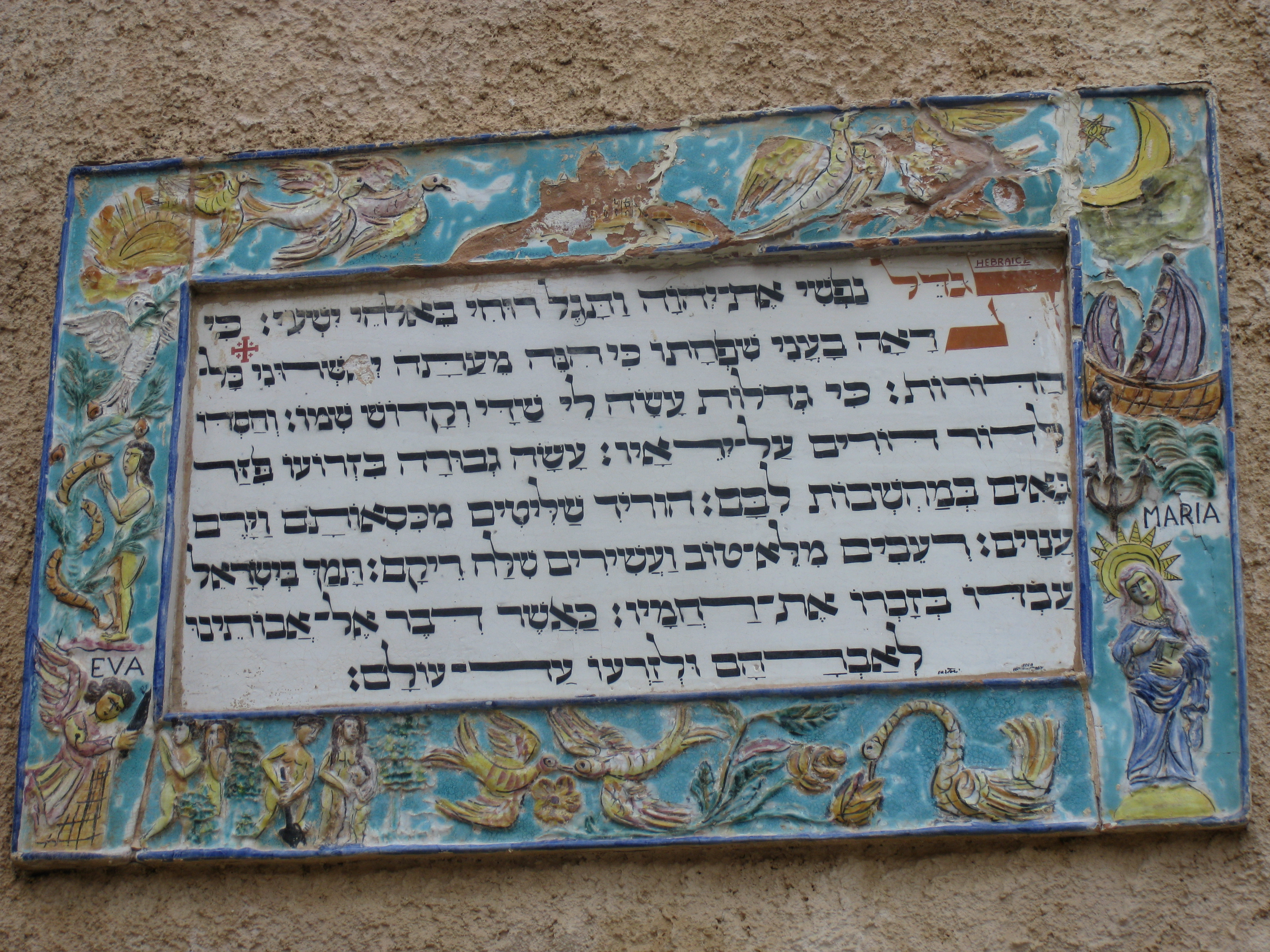
Oración del Magníficat en la Iglesia de la Visitación (Ain Karim o Ein Karem, Israel), escrito en hebreo.

El Magníficat (tomado de una frase del Evangelio en latín: magnifĭcat [anĭma mea Domĭnum], «alaba [mi alma al Señor]») es un cántico y una oración cristiana que proviene del evangelio de Lucas (Lucas 1:46-55). Reproduce las palabras que, según este evangelista, María, madre de Jesús, dirige a Dios en ocasión de su visita a su pariente Isabel (Lucas 1:39-45), esposa del sacerdote Zacarías. Isabel llevaba en su seno a Juan el Bautista (Lucas 1:5-25).
Según la tradición, el encuentro de María e Isabel habría tenido lugar en Ain Karim (también conocida como Ein Karem), pequeña población situada siete kilómetros al oeste de Jerusalén, en la montaña de Judea, cuyo nombre significa «fuente del viñedo». El pasaje bíblico fue motivo de minuciosos análisis por parte de biblistas y exégetas, así como de comentarios en variados documentos de la Iglesia.
Dentro de la Liturgia de las Horas, el «Magníficat» es el canto evangélico empleado en el rezo de las vísperas. Este cántico es hoy uno de los pasajes bíblicos más famosos relacionados con María, madre de Jesús, reconocido en el cristianismo como una síntesis del ideario que ella vivió.

## Autor

### Sobre si el pasaje es atribuible a María o a Isabel
La respuesta hoy día es segura: no existe ningún argumento serio contra la unanimidad de la traducción manuscrita, que lo pone en labios de María, madre de Jesús. Si bien algunos manuscritos de la VL leen aquí «e Isabel dijo», los manuscritos griegos atribuyen el cántico a María.
Los exégetas se han cuestionado si se trata de una obra personal de María, o si habría que atribuir su composición a un judío-cristiano de mayor cultura. En esencia, el cántico no contiene nada que supere la formación religiosa de una joven hebrea inteligente, reflexiva, conocedora de la historia de su pueblo, asidua oyente de las lecciones de la sinagoga. Si bien se pueden admitir algunos toques de redacción del evangelista, la autoría intelectual del cántico se atribuye casi unánimemente a María, la madre de Jesús.

Todo su contenido responde a la psicología interior de María y, por cierto, anterior a las vivencias de la vida, pasión y resurrección de su hijo. Nada hay aquí de tonos cristianos. Estamos justamente en el puente. Las promesas se empiezan a realizar, pero Jesús no ha nacido aún.
Juan Leal

### Sobre si el «Magníficat» se sitúa en ese preciso contexto histórico
La mayoría de los autores cristianos responden afirmativamente. El cántico responde perfectamente al misterio que, según el evangelio, llevaba María desde la anunciación y concepción, y al momento en que Isabel, inspirada, dice: «Bendita tú entre las mujeres, y bendito el fruto de tu vientre» Lucas 1:42. María le canta a Dios lo que ella lleva en su alma, y delante de su pariente Isabel, a quien Dios mismo le reveló el misterio.

### Sobre la originalidad del Magnificat
El «Magníficat» se ubica dentro del género literario común a todos los himnos o salmos de acción de gracias. La originalidad hay que ponerla en la asimilación personal de María de las grandes ideas bíblicas:
- la misericordia de Dios,
- la preferencia de Dios por los pobres y humildes,
- su poder, su santidad y su fidelidad, y
- las promesas que Él hizo a nuestros padres, los patriarcas.

Desde la perspectiva cristiana

La poesía del himno no se debe poner en las imágenes, sino en la verdad y profundidad de las ideas, en la verdad y sentimiento con que se exponen, en la finura y agudeza de la visión histórica, en el conocimiento exacto de los caminos misteriosos de Dios, en la alegría tranquila y bien fundada que se respira. (...) Se revela (en María) su visión profunda de la historia, de los hombres y de Dios; su sensibilidad exquisita a los beneficios, su realismo y vida en verdad, que reconoce las grandezas propias, pero hasta en sus raíces, que son la gracia de Dios. La alegría, como toda la composición, es tranquila, serena, equilibrada, propia de quien sabe reflexionar y callar, de quien ve el fondo de las cosas. Ella sabe retirarse detrás y poner en el primer plano de su vida y de la historia al Invisible, al Creador.  (...) Aparece Dios en escena como protagonista en la vida de María y en la historia.
Juan Leal

## Partes constitutivas del «Magníficat»
En el cántico (Lucas 1, 46-55) se observan tres partes bien marcadas:
1. Alabanza de María a Dios por la elección que hizo de ella (versículos 46 a 50).
2. Reconocimiento de la providencia de Dios en el mundo (versículos 51 a 53).
3. Con esta obra, Dios cumple las promesas hechas a nuestros padres (versículos 54-55).

### (A) Alabanza de María a Dios por la elección que hizo de ella
«Proclama mi alma la grandeza del Señor,
y se alegra mi espíritu en Dios, mi Salvador;

porque ha puesto sus ojos en la humildad de su esclava,
y por eso desde ahora todas las generaciones me llamarán bienaventurada,
porque el Poderoso ha hecho obras grandes en mí:
su nombre es Santo,
y su misericordia llega a sus fieles de generación en generación.»
Versículos 46 a 50

En el evangelio de Lucas, María comienza por «proclamar», es decir, «anunciar» la grandeza de Dios. El gozo de María, su alegría, es «en Dios, mi Salvador». Esto no sólo implica que Dios libera de algún mal, sino que significa también la concesión de tantos bienes y bendiciones, empezando por el bien de la vida. Ese Dios salvador es el Dios que ella lleva en su seno, y que se llamará Jesús (Yehoshúa), es decir «Yahvé salva». María atribuye esta obra a la pura bondad de Dios, quien se fijó en «la humildad de su esclava», es decir, en «la pequeñez de su servidora». El cántico no alude a la virtud de la humildad, sino a una persona de condición social desapercibida, residente de un villorrio desconocido. No escogió como Madre del Mesías a una mujer «triunfadora», a una reina, o a una mujer socialmente victoriosa o espléndida, sino a una «sierva» ignorada.

#### La profecía de María
En el momento culminante del «Magníficat», el pasaje evangélico presenta a María profetizando: «todas las generaciones me llamarán bienaventurada». Castán Lacoma señala que, para que todos constaten si lo que ella dice es una exageración o no, para que todos analicen si se trata de una obra de Dios o una mera construcción humana, María profetizó algo que, humanamente hablando, parecía imposible: su exaltación eterna, generación tras generación.
Dice un autor contemporáneo:

¿Cabría imaginar predicción más inverosímil que ésta?... Una muchacha de quince años escasos, desprovista de bienes de fortuna y de toda posición social, desconocida a sus compatriotas y habitante de una aldea no menos desconocida, proclamaba confiadamente que la llamarían bienaventurada todas las generaciones. ¡Fácil parecía coger la palabra a aquella muchacha profetizante con la certeza absoluta de verla desmentir antes de la primera generación! Hoy han pasado veinte siglos y puede hacerse el cotejo entre la predicción y la realidad. Ahora puede ver la historia sin trabajo si María previó con justeza y si la humanidad hoy la exalta más que a Herodes el Grande, entonces árbitro de Palestina, y que a Cayo Julio César Octaviano Augusto, entonces árbitro del mundo.
Giuseppe Ricciotti

Para tomar una dimensión aún más precisa, dadas las diferencias sociales existentes entre varones y mujeres en el siglo I, se podría comparar la exaltación de María con la de la mujer más poderosa de su época, probablemente Livia Drusila (57 a. C. — 29 d. C.), tercera esposa de Augusto y emperatriz romana, deificada por Claudio, y preguntar quién de las dos ha sido más conocida y reverenciada a través de los tiempos.
A través de la historia se presentaron numerosas profecías, la mayoría de ellas oscuras y difíciles de desentrañar. Dijo Castán Lacoma: «La profecía de María, madre de Jesús, ha sido de cumplimiento evidente y constante después de tantos siglos, como ha sido clara y concreta su formulación».

### (B) Reconocimiento de la providencia de Dios en el mundo
«Él hizo proezas con su brazo:
dispersó a los soberbios de corazón,
derribó del trono a los poderosos
y enalteció a los humildes,
a los hambrientos los colmó de bienes
y a los ricos los despidió vacíos.»
Versículos 51 a 53

Cabe plantearse quiénes son los pobres y humildes y quiénes son los ricos y poderosos. En la terminología bíblica, pobres y humildes son los que ponen su confianza en Dios, los que necesitan de Dios, porque no tienen el dinero y el poder en quienes confiar. Ricos son los que se bastan a sí mismos. Los salmos utilizan con frecuencia el término «soberbio» para designar a ricos y poderosos. Pues la riqueza no es solamente una forma de dominio, sino también un medio de dominación y un pretexto para el orgullo.

¿Quiénes son los pobres, quiénes son los ricos? Es cierto que todos vivimos insatisfechos, porque somos limitados. (...) Todos los hombres nacen, se desarrollan, se reproducen y mueren. Conviene saber, sin embargo, que no todos nacen en las mismas condiciones, ni se desarrollan en el mismo grado, ni se reproducen con la misma abundancia, ni mueren con la misma asistencia. Hasta sus enfermedades, con ser iguales, son bien distintas, pues distintos son en cada caso los medios para vencerlas. (...) Desde luego, la división de los seres humanos en ricos y pobres resulta demasiado tosca, demasiado simple. Existen muchos otros índices de clasificación, culturales, geográficos, religiosos, políticos, raciales, etc. No sólo hay pobres y ricos, sino fuertes y débiles, listos y tontos, negros y blancos. Pero sucede que los negros suelen ser más pobres que los blancos. Sucede que el rico débil se rodea de servidores fuertes. Sucede que hay listos y tontos, pero ya se sabe que un idiota rico es un rico, mientras que un idiota pobre es un idiota. «Todos somos pobres». Cuando oigo hablar así, pienso inmediatamente en aquellos que dicen: «Todos somos culpables». Quien así se expresa no pretende acusarse, sino excusarse: diluir sus culpas personales en una vaga culpabilidad general.
José María Cabodevilla

Cabodevilla se pregunta por qué el Dios al que canta María prefiere al pobre antes que al rico. ¿Acaso el pobre es bueno? No necesariamente. Dios prefiere al pobre, no «por ser bueno», sino «por ser pobre».
El rico, según la Biblia, sólo confía en sí, piensa y habla soberbiamente, practica el engaño y la calumnia, condena al pobre, declara culpable al inocente, se vuelve contra Dios y lo desprecia, en su corazón dice que no existe o que Dios no se ocupa de los humanos y que podemos hacer lo que queramos sin que Dios nos vea. El pobre según la Biblia no maldice ni envidia; se vuelve siempre a Dios y su esperanza nunca le falla.

### (C) Con esta obra, Dios cumple las promesas hechas a nuestros padres

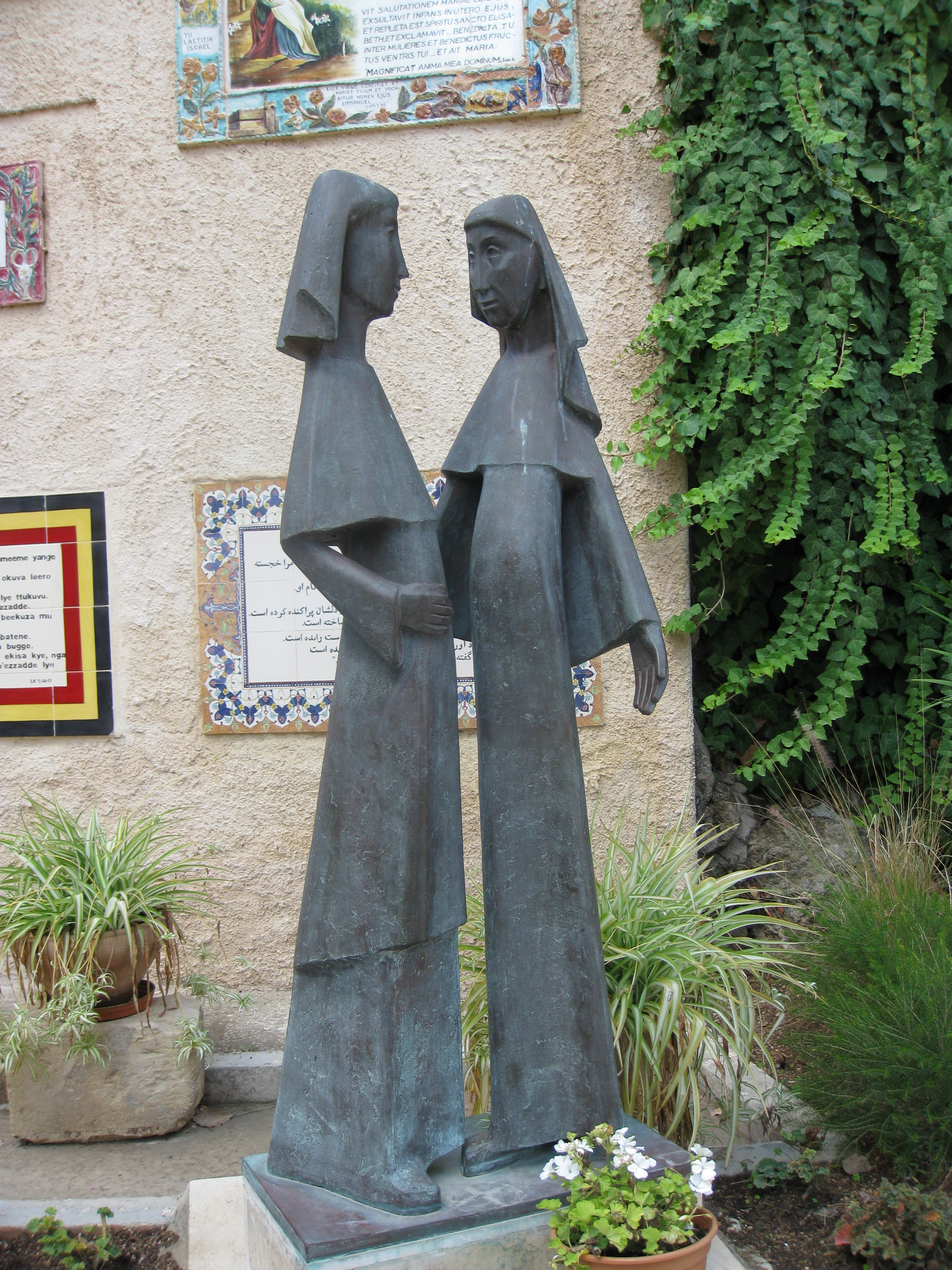
Estatua que representa el encuentro de María e Isabel en Ain Karim (Iglesia de la Visitación, Israel).

«Auxilió a Israel, su siervo,
acordándose de la misericordia
–como lo había prometido a nuestros padres–
en favor de Abraham
y su descendencia por siempre.»
Versículos 54 y 55

Según el evangelio de Lucas, con la encarnación de Jesús, Dios socorre, ampara a Israel, le hace la misericordia de enviarle al Mesías. Dios se acuerda de la misericordia cuando hace uso de ella, cuando salva y ayuda. La misericordia se ejercita con Abraham y su descendencia, hasta alcanzar a todos los hombres, para siempre.
En todo el cántico, incluso al final, se presenta a Dios con términos «antropomórficos», es decir, aplicables a los hombres. Así, el Dios de los cristianos no se presenta como algo abstracto, remoto, sino concreto y cotidiano; no es una especie de armonía inherente a la evolución del universo. Tampoco es algo superior que opera en la creación y que todas las criaturas deben acatar o secundar. El evangelio de Lucas no lo presenta como «algo», sino como «alguien» atento a las necesidades de cada ser humano.
Para muchos, los antropomorfismos ofrecen una imagen de Dios tosca y grosera. Pero María utiliza los antropomorfismos: en el cántico dice que Dios «pone los ojos» en ella, «dispersa», «derriba» y «despide con las manos vacías» a unos, «enaltece» y «colma de bienes» a otros. Dios es alguien que «auxilia» y «se acuerda». Esta es la imagen más próxima al Dios del cristianismo, como lo expresa muy bien un contemporáneo:

Entonces llegan los puristas, los teólogos de estricta observancia, aquellos que se han apropiado de la alta misión de defender el honor de Dios, y nos imponen de él una noción aritmética, aséptica, un vino tan filtrado que sólo es agua, un Dios tan exangüe que sólo es una réplica de Dios en yeso. Un Dios que tiene boca y no habla, tiene oídos y no oye. ¿Cómo van a recurrir los hombres a él?, ¿cómo podrían los pobres confiar en él, quejarse, suplicarle, llamarle en su ayuda? Se impone urgentemente una vuelta al Dios de la Escritura, una enérgica purificación de esa idea de Dios presuntamente tan pura, pero que en realidad viene lastrada por los viejos prejuicios de una filosofía helénica, pagana, que ya desde los comienzos influyó en nuestra teología mucho más de lo deseable. Hace falta convertirnos –más y más, incesantemente– del Dios de los filósofos al Dios de Abraham, de Isaac y de Jacob, al Dios de nuestro Señor Jesucristo.

Un Dios que tiene boca y habla, tiene ojos y ve; cuida de los lirios del campo; conoce el número de cabellos de mi cabeza; está a mi puerta y llama, pasa la noche entera esperando, cubierto de rocío; persigue a la amada infiel por entre los bosques y los riscos; se sienta conmigo a la mesa. Sucede que esta manera de hablar, esta idea de Dios, no sólo es más elocuente que ninguna otra, sino también más verdadera. Porque revela sobre Dios una verdad muy profunda que ningún otro lenguaje podría expresar ni ninguna otra vía de conocimiento podría captar: la verdad del Dios vivo.
José María Cabodevilla

## Corolario

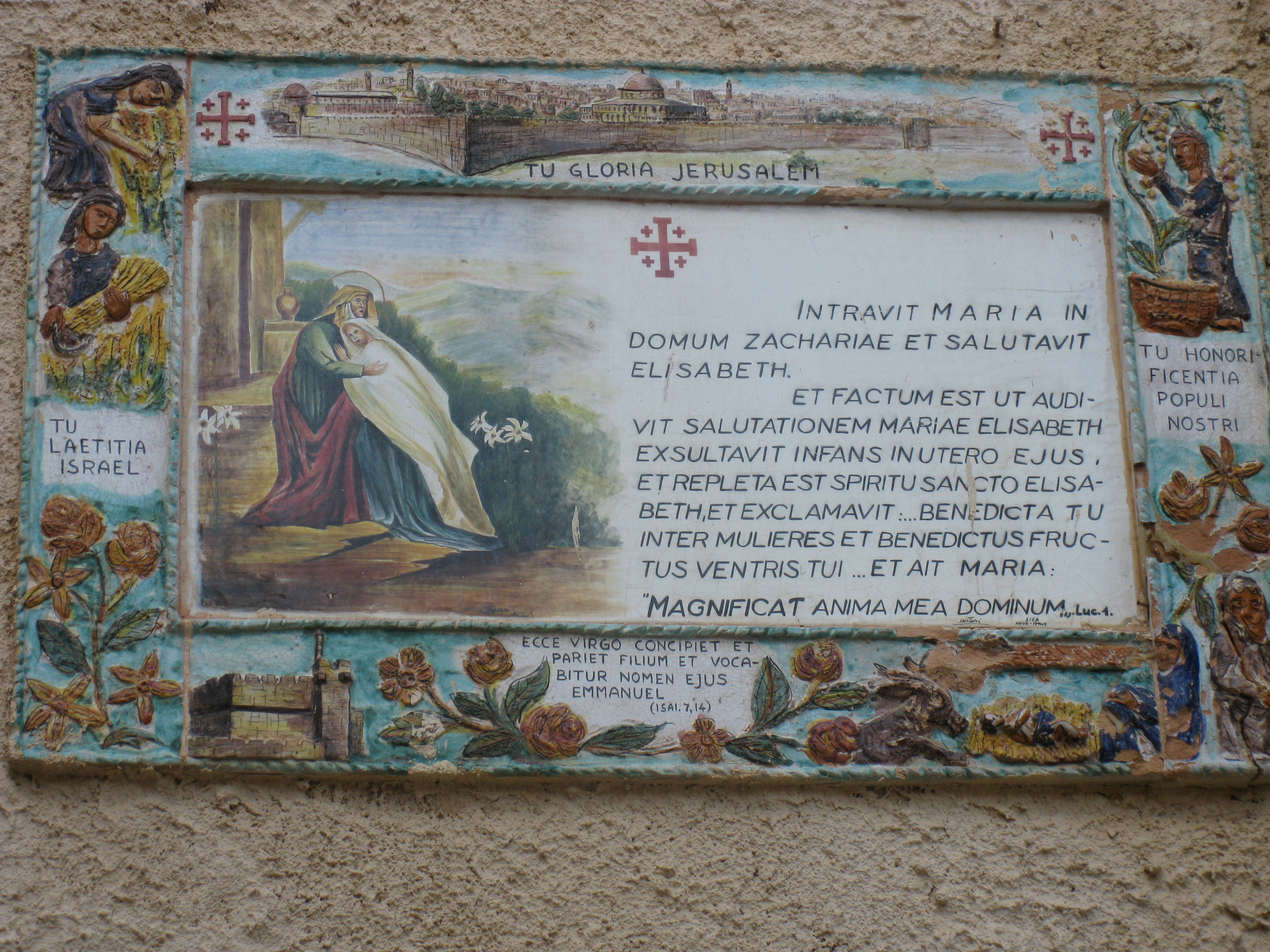
Encuentro de María e Isabel, en la Iglesia de la Visitación (Ain Karim o Ein Kerem, Israel)

Antes de predicar Jesús las bienaventuranzas, su madre las había cumplido ya con total perfección. Incluso se adelantó a proclamarlas con sus propias palabras, en el «Magníficat». Jesús dijo: «Bienaventurados los pobres... ay de vosotros los ricos...» (Lucas 6, 20.24). Pero antes, María dijo que Dios derriba del trono a los poderosos y enaltece a los humildes, a los hambrientos los colma de bienes y a los ricos los despide vacíos. Así habló ella porque, según el evangelio de Lucas, lo sabía por experiencia, ya que Dios había puesto sus ojos en la humildad de su esclava.

Dichosa ella, porque no fue poderosa, sino humilde, y no fue rica, sino pobre. Porque puso su confianza en Dios, porque tuvo fe. Entre las innumerables alabanzas que la posteridad ha tejido en honor de María Santísima, por encima de todos los títulos que la Iglesia le ha adjudicado, yo prefiero aquel simple elogio que de ella hizo su prima Isabel, justamente en la ocasión del Magnificat: «Dichosa tú porque has creído».

De ordinario, suele alabarse la virginidad de María, su concepción inmaculada o, sobre todo, su maternidad divina. «Dichoso el vientre que te llevó y los pechos que te criaron» exclamó una voz entre la muchedumbre y siguen ahora exclamando los cristianos. Pero Cristo responde: «Mas bien dichosos los que creen en la palabra de Dios y la cumplen». Cristo no dice, no puede decir que haya otros seres más dichosos que su madre. Lo que sí afirma es que la razón principal de la bienaventuranza de María no consiste en haber concebido al Hijo de Dios, sino en haber creído en él.
José María Cabodevilla

## El «Magníficat» en la enseñanza de la Iglesia
El «Magníficat» es uno de los pasajes más comentados en relación con María, tanto en los documentos de la Iglesia como en las alocuciones papales. La Iglesia latinoamericana condensó en un párrafo buena parte de la espiritualidad mariana implicada en el «Magníficat», con cita de una homilía previa de Juan Pablo II:

El Magnificat es espejo del alma de María. En ese poema logra su culminación la espiritualidad de los pobres de Yahvé y el profetismo de la Antigua Alianza. Es el cántico que anuncia el nuevo Evangelio de Cristo; es el preludio del Sermón de la Montaña. Allí María se nos manifiesta vacía de sí misma y poniendo toda su confianza en la misericordia del Padre. En el Magnificat se manifiesta como modelo «para quienes no aceptan pasivamente las circunstancias adversas de la vida personal y social, ni son víctimas de la "alienación", como hoy se dice, sino que proclaman con ella que Dios "ensalza a los humildes" y, si es el caso, "derriba a los potentados de sus tronos"...» (Juan Pablo II, Homilía Zapopán 4: AAS 71 p. 230).
Documento de Puebla, n° 297

## El «Magníficat» en la liturgia católica
Esta oración se utiliza en el Oficio Divino o Liturgia de las Horas, en la oración de la tarde, Vísperas, que es la oficial de la Iglesia católica. También es un himno utilizado en Acción de Gracias, junto con el Te Deum, entre otros.

## Texto en griego, latín y español
| Texto original en griego | Latín | Español |
| --- | --- | --- |

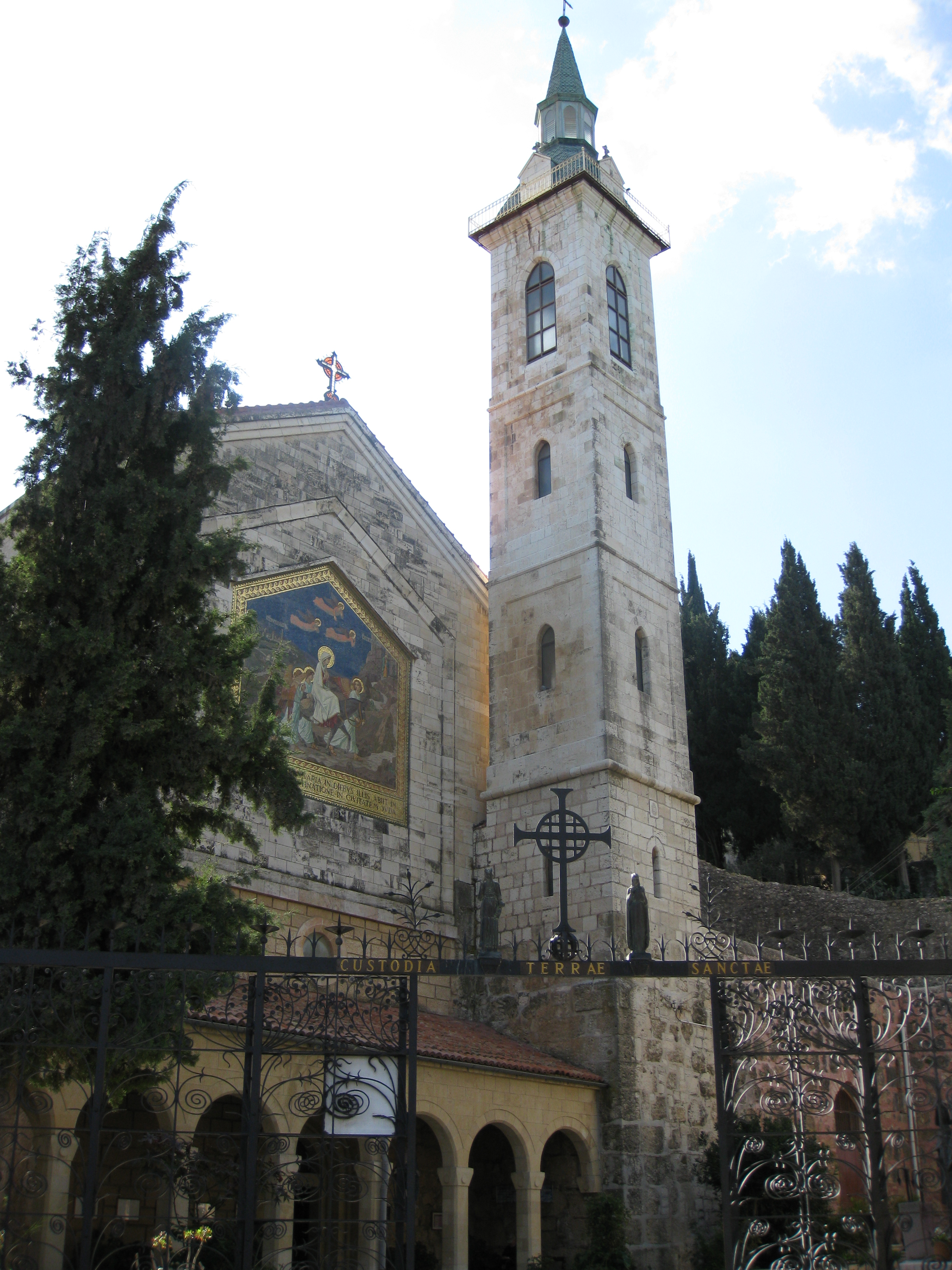
La Iglesia de la Visitación, que según la tradición ocupa el lugar de la casa de Isabel, donde María la habría visitado (Ain Karim o Ein Kerem, Israel)

| Μεγαλύνει ἡ ψυχή μου τὸν Κύριον καὶ ἠγαλλίασεν τὸ πνεῦμά μου ἐπὶ τῷ Θεῷ τῷ σωτῆρί μου, ὅτι ἐπέβλεψεν ἐπὶ τὴν ταπείνωσιν τῆς δούλης αυτοῦ. ἰδού γὰρ ἀπὸ τοῦ νῦν μακαριοῦσίν με πᾶσαι αἱ γενεαί, ὅτι ἐποίησέν μοι μεγάλα ὁ δυνατός, καὶ ἅγιον τὸ ὄνομα αὐτοῦ, καὶ τὸ ἔλεος αὐτοῦ εἰς γενεὰς καὶ γενεὰς τοῖς φοβουμένοῖς αυτόν. Ἐποίησεν κράτος ἐν βραχίονι αὐτοῦ, διεσκόρπισεν ὑπερηφάνους διανοίᾳ καρδίας αὐτῶν• καθεῖλεν δυνάστας ἀπὸ θρόνων καὶ ὕψωσεν ταπεινούς, πεινῶντας ἐνέπλησεν ἀγαθῶν καὶ πλουτοῦντας ἐξαπέστειλεν κενούς. ἀντελάβετο Ἰσραὴλ παιδὸς αὐτοῦ, μνησθῆναι ἐλέους, καθὼς ἐλάλησεν πρὸς τοὺς πατέρας ἡμῶν τῷ Αβραὰμ καὶ τῷ σπέρματι αὐτοῦ εἰς τὸν αἰῶνα. | Magnificat anima mea Dominum, et exultavit spiritus meus in Deo salutari meo, quia respexit humilitatem ancillae suae. Ecce enim ex hoc beatam me dicent omnes generationes, quia fecit mihi magna qui potens est, et sanctum nomen eius, et misericordia eius a progenie in progenies timentibus eum. Fecit potentiam in brachio suo, dispersit superbos mente cordis sui, deposuit potentes de sede, et exaltavit humiles, esurientes implevit bonis, et divites dimisit inanes. Suscepit Israel puerum suum recordatus misericordiae suae, sicut locutus est ad patres nostros Abraham et semini eius in saecula. | Proclama mi alma la grandeza del Señor, y se alegra mi espíritu en Dios, mi Salvador; porque ha puesto sus ojos en la humildad de su esclava, y por eso desde ahora todas las generaciones me llamarán bienaventurada, porque el Poderoso ha hecho obras grandes en mí: su nombre es Santo, y su misericordia llega de generación en generación a los que le temen. Él hizo proezas con su brazo: dispersó a los soberbios de corazón, derribó del trono a los poderosos y enalteció a los humildes, a los hambrientos los colmó de bienes y a los ricos los despidió vacíos. Auxilió a Israel, su siervo, acordándose de la misericordia -como lo había prometido a nuestros padres- en favor de Abraham y su descendencia por siempre. |

## Indulgencia
En la Iglesia Católica Romana, el Enchiridion Indulgentiarum de 2004 prevé la indulgencia parcial.